# Războiul de 100 de Ani (1415-1453)
Războiul Lancastrian a fost a treia și ultima fază a războiului anglo-francez de o sută de ani. A durat din 1415, când regele Henric al V-lea a invadat Normandia, în 1453, când englezii au pierdut Bordeaux. A urmat o lungă perioadă de pace de la sfârșitul războiului Carolin în 1389. Faza a fost numită după Casa Lancaster, casa de guvernământ a Regatului Angliei, la care aparținea Henric al V-lea.
Prima jumătate a acestei faze a războiului a fost dominată de Regatul Angliei. Succesurile inițiale în limba engleză, în special la faimoasa bătălie de la Agincourt, împreună cu diviziunile dintre clasa dominantă franceză, au permis englezilor să obțină controlul asupra unor părți mari din Franța. În 1420, Tratatul de la Troyes a fost semnat, prin care regele englez s-a căsătorit cu prințesa franceză Caterina și a devenit regent al regatului și moștenitor al tronului Franței. O victorie pe hârtie a fost astfel realizată de englezi, iar afirmațiile lor au acum statut juridic. O parte din nobilimea franceză a refuzat totuși să recunoască acordul, astfel încât subjugarea militară era încă necesară pentru punerea în aplicare a dispozițiilor sale. Regele Henric al V-lea și, după moartea sa, fratele său Ioan, Duce de Bedford, a adus englezii la înălțimea puterii lor în Franța, cu un rege englez încoronat la Paris.
A doua jumătate a acestei faze a războiului a fost dominată de Regatul Franței. Cu lideri carismatici, cum ar fi Ioana d'Arc și La Hire, și cu Anglia pierzându-și principalii aliați, forțele franceze au contraatacat. Carol al VII-lea a fost încoronat în Notre-Dame de Reims în 1429, și de atunci a urmat o recucerire lentă, dar constantă a teritoriilor franceze deținute de englezi. În cele din urmă, englezii vor fi expulzați din Franța și vor pierde toate teritoriile lor continentale, cu excepția Pale de Calais (care ar fi capturat în 1558).
Bătălia de la Castillon (1453) a fost acțiunea finală a războiului de o sută de ani, dar Franța și Anglia au rămas oficial în război până la Tratatul de la Picquigny în 1475. Monarhii englezi și mai târziu britanici ar continua să pretindă nominal tronul francez până în 1801, deși nu o vor urmări niciodată în mod serios.

## Vezi și
- Asediul Rouen
- Asediul Orléans